# Sviatoslav Louniov
Sviatoslav Ihorovitch Louniov, né le 19 avril 1964 à Kiev, est un compositeur ukrainien. Il est auteur de musique symphonique, de chambre, de chorale, de piano et d'électroacoustique. Parmi ses œuvres figurent également des opéras (Moscou - Coqs, Chansons pauvrement tempérées) et des musiques de films. En 2017, il a reçu le Lion de bronze de Cannes, pour Témoignage. Il est membre de l'Union Nationale des Compositeurs d'Ukraine.

## Biographie
Il est diplômé du Conservatoire de Kiev où il a étudié avec Lev Kolodub. Depuis 2000, il est professeur au Conservatoire de Kiev,.
Le Festival de Musique Contemporaine Ukrainienne, a présenté son œuvre Danses des nouveaux russes en 2020.